# Imprimitura
L'imprimitura, detta anche mestica o anche imprimatura (secondo l'uso inglese), è la preparazione del supporto pittorico che consiste nel primo strato di materia applicato al fondo grezzo, sia esso tela, carta o altro, prima che vi si dipinga sopra. Nel caso della pittura su tavola, l'imprimitura viene applicata direttamente sulla preparazione a gesso e colla animale del fondo. 
Tale preparazione ha una grande importanza, poiché essa può determinare la resistenza, la durata e la resa pittorica del dipinto. Non va confusa con quello che, nel linguaggio pittorico, viene definito abbozzo o preparazione di un quadro, che è una fase dell'esecuzione del dipinto e non della finitura del supporto.
L'imprimitura si presenta come uno strato uniforme che ha la duplice funzione di isolare il supporto dalla pittura e di regolare la saturazione dei leganti (ad esempio l'olio) cioè l'assorbenza degli stessi da parte del fondo. Variando gli elementi e i dosaggi, secondo la tecnica che verrà adottata per l'esecuzione dell'opera, avremo imprimiture grasse, adatte alla pittura a olio oppure magre, adatte alla tempera. 
Frequenti nella pittura antica sono le imprimiture a base di terre, come nella pittura veneziana e spagnola (terra di Siviglia), nonché a base di bolo rosso. Anticamente si usavano anche particolari imprimiture nere, ottenute con grafite o nero di vite. Il termine deriva dall'italiano e letteralmente significa "primo strato". Le sue origini come strato di fondo risalgono agli usi tecnici tramandati dalle Corporazioni e dalle botteghe artigiane medievali, tuttavia è divenuto un metodo standard durante il Rinascimento, in particolar modo in Italia.
L'imprimatura non solo fornisce a un dipinto una generale unità tonale visiva ma è utile anche nei primi stadi di un'opera poiché aiuta il pittore a stabilire le giuste relazioni tra ombre e luce. Essa è più utile nell'approccio classico della pittura indiretta dove il disegno e il sottostrato vengono stabiliti prima e successivamente lasciati seccare. Gli strati successivi di colore vengono applicati con tonalità trasparenti o semitrasparenti. Va posta attenzione a non coprire completamente l'imprimatura cosicché sia visibile attraverso gli strati finali del dipinto. Questo risulta efficace in particolar modo nelle aree di ombra e semiombra dell'opera. L'imprimatura viene fatta solitamente con un color terra come la Terra di Siena e spesso viene diluita con la trementina.
Oggigiorno i pittori, salvo eccezioni, prediligono generalmente imprimiture bianche e l'industrializzazione dei materiali per belle arti ha fornito e reso d'uso comune nuove imprimiture a base di resine acriliche.